# Shō Inagaki
Shō Inagaki (jap. 稲垣 祥 Inagaki Shō; ur. 25 grudnia 1991) – japoński piłkarz występujący na pozycji pomocnika. Obecnie występuje w Sanfrecce Hiroszima.

## Kariera klubowa
Od 2014 roku występował w klubach Ventforet Kōfu i Sanfrecce Hiroszima.